# Urszula Jarecka
Urszula Jarecka – polski socjolog kultury, prof. dr hab. w dziedzinie nauk społecznych. Od 1998 roku związana z Instytutem Filozofii i Socjologii PAN, od 2013 roku kieruje Zakładem Teorii Kultury. Publikuje prace z socjologii i antropologii kultury, interesuje się przemianami kultury wizualnej, zajmuje się kulturowymi aspektami technologii. Uczestniczy w pracach Komisji Zagrożeń Cywilizacyjnych Polskiej Akademii Umiejętności.

## Praca naukowa
Prowadziła zajęcia akademickie z zakresu kulturoznawstwa, socjologii mediów, socjologii kultury, socjologii wojny na takich uczelniach, jak Uniwersytet im. Adama Mickiewicza w Poznaniu (Instytut Kulturoznawstwa), Uniwersytet w Białymstoku (Instytut Socjologii), Uniwersytet Warszawski (Instytut Kultury Polskiej; Ośrodek Studiów Amerykańskich).

### Wśród jej książek są m.in.
- Propaganda wizualna słusznej wojny (2008)[4].

- Luksus w szarej codzienności. Społeczno-moralne konteksty konsumpcji (2013)[4].
- Niezamierzone konsekwencje rozwoju technologii w kulturze wizualnej (2018)[4].